# Мухаммад Тоган-хан
Мухаммад Тоган-хан (д/н — 1026) — великий каган Караханідської держави в 1024—1026 роках. Відомий також як Ахмед II Тогон-хан.

## Життєпис
Походив з династії Караханідів. Син богра-хана Гасана. В низки джерелах названий Ахмедом. Про молоді роки обмаль відомостей. Лише у 1017 році отримав батьківський титул богра-хана (молодшого правителя) від великого кагана Мансур Арслан-хана.
Невдовзі почав боротьбу зі своїм братом Юсуф Кадир-ханом, що негативно позначилося на становищі Караханідської держави загалом. Втім це не завадило великому кагану 1017 року відбити напад киданів.
1024 року після смерті Мансура став великим каганом. Але боротьба з Юсуфом тривала. 1024 року уклав союз з іншим братом — Алі, тегіном Мавераннахру. Але той 1025 року зазнав поразки від Махмуда Газневі, союзника Юсуфа Кадир-хана. Зрештою 1026 року зазнав поразки й загинув. Великим каганом став його суперник.